# 中国医学科学院输血研究所
中国医学科学院输血研究所是中华人民共和国的一所输血科学研究机构，位于四川省成都市人民北路肖家村二巷，隶属于中国医学科学院北京协和医学院。1965年由中国医学科学院输血及血液学研究所拆分并迁往成都。